# Christina Vanja
Christina Vanja (* 23. Mai 1952 in Winterthur, Schweiz) ist eine deutsche Historikerin und Archivarin.

## Leben und Wirken
Christina Vanja studierte Geschichte, Politikwissenschaft und Germanistik an den Universitäten Marburg und Frankfurt am Main. 1982 wurde sie an der Gesamthochschule Kassel zum Dr. phil. promoviert. Von 1983 bis 1985 machte sie eine Ausbildung zur wissenschaftlichen Archivarin an der Archivschule Marburg und legte das Assessorexamen für den Höheren Archivdienst ab. 1985/1986 war sie wissenschaftliche Mitarbeiterin am Deutschen Bergbauarchiv in Bochum. Ab 1986 leitete sie das Archiv des Landeswohlfahrtsverbandes Hessen sowie den Fachbereich „Archiv, Gedenkstätten, Historische Sammlungen“ beim Landeswohlfahrtsverband Hessen in Kassel. 2001 habilitierte sie sich für das Fach Neuere Geschichte und wurde 2007 außerplanmäßige Professorin an der Universität Kassel. 2017 wurde sie in den Ruhestand verabschiedet.
Die Arbeitsschwerpunkte von Christina Vanja liegen auf den Gebieten der Sozialgeschichte, der Geschlechtergeschichte, der Medizingeschichte und der Psychiatriegeschichte.
Christina Vanja ist Mitglied im Hauptausschuss der Historischen Kommission für Hessen (seit 2002), stellvertretende Vorsitzende der Deutschen Gesellschaft für Krankenhausgeschichte und Mitherausgeberin von deren Jahrbuch Historia Hospitalium. Sie ist Beiratsmitglied der Deutschen Gesellschaft für Geschichte der Nervenheilkunde, Mitglied im Beirat der Buchreihe Virus. Beiträge zur Sozialgeschichte der Medizin und Mitglied der Arbeitsgruppe „Homo debilis“ der Universität Bremen.

## Schriften
- mit Gunda Georg, Anne Schilling (Bearb.): Luise Berthold. Eine Festschrift zu ihrem 90. Geburtstag. Deutscher Akademikerinnenbund, Marburg 1981.
- Besitz- und Sozialgeschichte der Zisterzienserinnenklöster Caldern und Georgenberg und des Prämonstratenserinnenstiftes Hachborn in Hessen im späten Mittelalter. Dissertation, Gesamthochschule Kassel 1982. Historische Kommission für Hessen, Darmstadt/Marburg 1984, ISBN 3-88443-133-1.
- mit Martin Vogt (Bearb.): Euthanasie in Hadamar. Landeswohlfahrtsverband Hessen, Kassel 1991, ISBN 3-89203-015-4.
- Das Zisterzienserinnenkloster St. Georgenberg in Frankenberg an der Eder. Kahm, Frankenberg 1992, ISBN 3-922225-10-1.
- (Hrsg.): Heilanstalt – Sanatorium – Kliniken. Landeswohlfahrtsverband Hessen, Kassel 1997, ISBN 3-89203-036-7.
- mit Steffen Haas, Gabriela Deutschle, Wolfgang Eirund, Peter Sandner (Hrsg.): Wissen und irren. Psychiatriegeschichte aus zwei Jahrhunderten – Eberbach und Eichberg. Landeswohlfahrtsverband Hessen, Kassel 1999, ISBN 3-89203-040-5.
- mit Helmut Siefert (Hrsg.): „In waldig-ländlicher Umgebung“. Das Waldkrankenhaus Köppern. Euregio, Kassel 2001, ISBN 3-933617-08-1.
- mit Uta George, Herwig Groß, Michael Putzke, Irmtraut Sahmland: Psychiatrie in Gießen. Psychosozial-Verlag, Gießen 2003, ISBN 978-3-8980-6307-4.
- mit Uta George, Georg Lilienthal, Volker Roelcke, Peter Sandner (Hrsg.): Hadamar. Heilstätte – Tötungsanstalt – Therapiezentrum. Jonas, Marburg 2006, ISBN 3-89445-378-8.
- mit Jens Flemming (Hrsg.): „Dieses Haus ist gebaute Demokratie“. Das Ständehaus in Kassel und seine parlamentarische Tradition. Euregio, Kassel 2007, ISBN 978-3-933617-30-9.
- mit Arnd Friedrich, Irmtraut Sahmland (Hrsg.): An der Wende zur Moderne – Die hessischen Hohen Hospitäler im 18. und 19. Jahrhundert. Festschrift zum 475. Stiftungsjahr (= Historische Schriftenreihe des Landeswohlfahrtsverbandes Hessen. Quellen und Studien. Band 14). Imhof, Petersberg 2008, ISBN 978-3-86568-427-1.
- Psychiatriemuseum Haina. Imhof, Petersberg 2009, ISBN 978-3-86568-552-0.
- (Hrsg.): 100 Jahre Psychiatrie in Herborn. Unter Mitarbeit von Bastian Adam und Susanne Rosa. Jonas, Marburg 2011, ISBN 978-3-89445-460-9.
- mit Gerhard Aumüller, Kornelia Grundmann (Hrsg.): Der Dienst am Kranken. Krankenversorgung zwischen Caritas, Medizin und Ökonomie vom Mittelalter bis zur Neuzeit. Elwert, Marburg 2007, ISBN 978-3-7708-1315-5.
- mit Gabriela Deutschle, Vitos Rheingau (Hrsg.): Wissen und Irren. Psychiatriegeschichte aus zwei Jahrhunderten – Eberbach und Eichberg (= Historische Schriftenreihe des Landeswohlfahrtsverbandes Hessen. Quellen und Studien. Band 6). Überarbeitete Neuauflage. Landeswohlfahrtsverband Hessen, Kassel 2015, ISBN 978-3-00-050998-8.
- (Hrsg.): Reichtum der Quellen. Vielfalt der Forschung. 30 Jahre Archiv des Landeswohlfahrtsverbandes Hessen. Imhof, Petersberg 2016, ISBN 978-3-7319-0433-5.
- mit Heide Wunder (Hrsg.): Die Taunusbäder. Orte der Heilung und der Geselligkeit. Selbstverlag der Hessischen Historischen Kommission Darmstadt und der Historischen Kommission für Hessen, Darmstadt/Marburg 2019, ISBN 978-3-88443-336-2.